# Alfredo Palacio

Alfredo Palacio (2015)

Luis Alfredo Palacio González (* 22. Januar 1939 in Guayaquil; † 22. Mai 2025 ebenda) war ein ecuadorianischer Politiker und Kardiologe. Er war vom 20. April 2005 bis zum 15. Januar 2007 Präsident von Ecuador. Vorher war er ab dem 15. Januar 2003 Vizepräsident unter Lucio Gutiérrez. Nach dessen Absetzung durch den Nationalkongress wurde Palacio als neuer Präsident vereidigt.

## Leben
Alfredo Palacio machte 1967 seinen Abschluss (Dr.) als Arzt und Chirurg an der Universität Guayaquil und spezialisierte sich zwischen 1969 und 1974 in Kliniken in Cleveland (Case Western Reserve University) und St. Louis auf Innere Medizin und Kardiologie. Ab 1980 war er Direktor des Nationalen Instituts für Kardiologie (INCAP), das seinen Namen trägt. Er war Professor für Kardiologie (ab 1989) und Öffentliches Gesundheitswesen (ab 2001) an der Universität Guayaquil.
Von 1994 bis 1996 war Palacio Gesundheitsminister unter Präsident Sixto Durán Ballén. Bei den Präsidentschaftswahlen 2002 trat er im Verbund mit Lucio Gutiérrez als Vizepräsidentschaftskandidat der vereinigten Liste der Gutiérrez-Partei Partido Sociedad Patriótica 21 de Enero und der Plurinationalen Indígena-Bewegung Pachakutik an und übernahm nach dem Wahlsieg dieses Amt. Nachdem eine außerordentliche Sitzung des Nationalkongresses am 20. April 2005 Gutiérrez wegen „Preisgabe des Amtes“ für abgesetzt erklärt hatte, wurde Palacio als neuer Präsident vereidigt.
Palacio selbst gehörte keiner Partei an und verfügte dementsprechend über keinen organisierten Rückhalt im Nationalkongress. Er kündigte an, als Präsident des Volkes regieren zu wollen und eine Strukturreform des Staatswesens anzustreben. Er unternahm den Versuch, unter Umgehung des Nationalkongresses per Volksabstimmung eine Verfassunggebende Versammlung einzuberufen. Das Vorhaben scheiterte jedoch im Dezember 2005 am Obersten Wahlgericht des Landes, das das geplante Referendum nicht genehmigte. Das Oberste Wahlgericht ist mit Vertretern der im Parlament führenden Parteien besetzt.

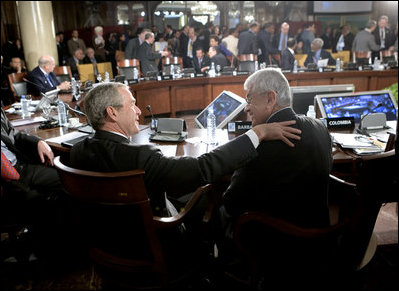
Alfredo Palacio (rechts) mit George W. Bush bei einer Konferenz, 2005

Palacios am 4. Mai 2005 ernannter Vizepräsident, der bei Amtsantritt 74-jährige Alejandro Serrano, stand, obwohl keiner Partei angehörend, dem Partido Social Cristiano von Ex-Präsident León Febres Cordero nahe. Er war unter anderem Bürgermeister von Cuenca und Abgeordneter und Gouverneur in Azuay. Andere Minister wurden aus dem Umfeld der Indigena-Partei Pachakutik und der sozialdemokratischen Izquierda Democrática berufen. Bereits nach drei Monaten trat Anfang August 2005 Wirtschaftsminister Correa, der bis dato populärste Minister der Regierung, zurück, da sein Programm der Annäherung an Venezuela und der zögerlicheren Bedienung der Auslandsschulden zugunsten innenpolitischer Wohlfahrtsprogramme sich nicht umsetzen ließ. (Correa wurde im November 2006 zum Nachfolger Palacios gewählt.)
Die Regierung Palacios war insgesamt von hoher politischer Instabilität geprägt. Zum Zeitpunkt der Wahl seines Nachfolgers Ende November 2006 amtierten der sechste Innenminister und der sechste Wirtschafts- und Finanzminister seit der Amtsübernahme im April 2005. Der genannte Wirtschafts- und Finanzminister trat noch 20 Tage vor Ende der Amtszeit Palacios zurück, so dass der Arbeitsminister kommissarisch seine Aufgaben übernahm.
Palacio übergab am 15. Januar 2007 plangemäß seine Amtsschärpe an seinen Nachfolger Correa. Er zog sich in seine Heimatstadt Guayaquil zurück und arbeitete wieder in erster Linie als Kardiologe. Im Mai 2025 starb er im Alter von 86 Jahren.